# جون بيتر فان نيس
جون بيتر فـان نيس هو سياسي أمريكي، ولد في 4 نوفمبر 1769 في غينت في الولايات المتحدة، وتوفي في 7 مارس 1846 في واشنطن العاصمة في الولايات المتحدة. نشط حزبياً في الحزب الجمهوري الديمقراطي. وقد انتخب عمدة واشنطن العاصمة وانتخب عضو مجلس النواب الأمريكي.